# Каспарс Дубра
Каспарс Дубра (латис. Kaspars Dubra, нар. 20 грудня 1990, Рига) — латвійський футболіст, центральний захисник «Олександрії» та збірної Латвії.

## Клубна кар'єра
Почав грати у футбол у віці семи років. Як гравець молодіжної команди він грав за академію ризького «Сконто» . У 2007 році він був переведений в першу команду тодішнім головним тренером Полом Ешвартом, але так і не з'явився на поле в тому сезоні.
Перед початком сезону 2008 Дубра був відданий в оренду в інший клуб латвійської Вищої ліги, ризький «Олімпс». За «Олімпс» Каспарс зіграв 25 матчів за сезон і зумів забити двічі. Перед сезоном 2009 Дубра повернувся в «Сконто», але зіграв лише один матч, після чого знову був відданий в оренду до «Олімпса». Під час другої оренди зіграв 9 матчів і забив один гол.
На початку 2010 року став одним із кількох гравців «Олімпса», що опинилися в «Сконто» завдяки новому тренеру клубу Олександру Старкову. Дубра зумів залишити гарне враження і заробив собі місце в стартовому складі «Сконто» відразу після приходу. Будучи одним з найкращих захисників в лізі протягом сезону, він провів 19 матчів і забив 5 голів за рижан, чим допоміг своїй команді стати чемпіонами. У липні 2010 року він був визнаний найкращим гравцем місяця, став єдиним захисником, який зумів отримати цю нагороду протягом сезону. В кінці сезону він був включений до складу символічної збірної турніру. У листопаді 2010 року перебував на перегляді в клубі англійської Прем'єр-Ліги «Блекпул», але до контракту справа не дійшла.
У сезоні 2011 Дубра пропустив значний час через серйозну травму і зумів повернутися на поле тільки в кінці сезону, зіграв тільки 6 матчів ліги. 1 січня 2012 року контракт Каспарса зі «Сконто» закінчився, і захисник на правах вільного агента відправився на перегляд в клуб англійської Прем'єр-Ліги «Вулвергемптон Вондерерз». Латвієць справив гарне враження на тренера «вовків» Міка Маккарті, але в результаті сторони не змогли домовитися про контракт.
У лютому 2012 року Дубра підписав контракт з клубом Першої ліги Польщі «Полонією» (Битом) строком на 1,5 року. Однак, за «Полонію» зіграв лише в 4 матчах чемпіонату, після чого в липні 2012 року контракт з польським клубом був розірваний.
У липні 2012 року Каспарс приєднався до клубу латвійської Вищої ліги «Вентспілс». У травні 2013 року на 93 хвилині забив красивий гол у ворота лієпайського «Металургса», який приніс «Вентспілсу» перемогу у фіналі Кубка Латвії. Пізніше Дубра двічі став чемпіоном Латвії разом з «Вентспілсом» (2013 і 2014), а в сезоні 2014 був також визнаний найкращим захисником чемпіонату Латвії.
У січні 2015 року інтерес до Каспарса стали проявляти іноземні клуби, особливо харківський «Металіст» і білоруський БАТЕ. Однак, за результатами перегляду в «Металісті» контракт підписаний не був і Дубра відправився на передсезонний збір до Туреччини разом з БАТЕ. 11 лютого 2015 року захисник підписав контракт з борисовським клубом. Проте стати основним центральним захисником борисовського клубу не зумів, оскільки програв конкуренцію Денису Полякову та Неманьї Милуновичу. Лише в другій частині сезону 2015 року, коли поляков почав використовуватися на правому фланзі захисту, став основним центральним захисником команди. Сезон 2016 року почав як основний центральний захисник борисовчан, проте в серпні отримав травму, через яку вибув до кінця сезону, не грав також і в першій частині 2017 року. У липні 2017, після відновлення від травми, розірвав контракт з БАТЕ за угодою сторін.
З початку 2017 року захищав кольори Ризької футбольної школи. У 2018 році виграв разом з командою бронзові медалі чемпіонату.
На початку 2019 року перебрався до Казахстану, підписавши контракт з павлодарським «Іртишем». 3 липня 2019 року залишив «Іртиш».
16 серпня 2019 року уклав контракт з «Олександрією». Контракт розрахований до кінця сезону 2019—2020. Дебютував у футболці «городян» 18 серпня 2019 року в переможному (2:1) виїзному поєдинку 4-о туру Прем'єр-ліги проти луганської «Зорі». Каспарс вийшов на поле в стартовому складі та відіграв увесь матч. 26 серпня 2020 року підписав з «городянами» новий 2-річний контракт.

## Виступи за збірні
2007 року дебютував у складі юнацької збірної Латвії, взяв участь у 10 іграх на юнацькому рівні, відзначившись 2 забитими голами.
Протягом 2009–2012 років залучався до складу молодіжної збірної Латвії. На молодіжному рівні зіграв у 7 офіційних матчах, забив 1 гол.
8 серпня 2010 року Дубра вперше був викликаний до національної збірної Латвії, у складі якої він дебютував 17 серпня в матчі зі збірною Китаю, вийшовши на заміну на 91-й хвилині матчу. Наразі провів у формі головної команди країни 32 матчі, забивши 2 голи.

## Статистика виступів

### Статистика виступів за збірну
| Дата       | Місто               | Господарі         | Результат | Гості       | Турнір                    | Голи | Примітки |
| ---------- | ------------------- | ----------------- | --------- | ----------- | ------------------------- | ---- | -------- |
| 17-11-2010 | Куньмін             | КНР               | 1 – 0     | Латвія      | товариський матч          | -    | 90'+3'   |
| 31-5-2014  | Лієпая              | Латвія            | 1 – 0     | Литва       | Балтійський кубок 2014    | -    |          |
| 10-10-2014 | Рига                | Латвія            | 0 – 3     | Ісландія    | Відбір до ЧЄ 2016         | -    |          |
| 13-10-2014 | Рига                | Латвія            | 1 – 1     | Туреччина   | Відбір до ЧЄ 2016         | -    |          |
| 16-11-2014 | Амстердам           | Нідерланди        | 6 – 0     | Латвія      | Відбір до ЧЄ 2016         | -    |          |
| 28-3-2015  | Прага               | Чехія             | 1 – 1     | Латвія      | Відбір до ЧЄ 2016         | -    |          |
| 31-3-2015  | Львів               | Україна           | 1 – 1     | Латвія      | товариський матч          | -    | 46'      |
| 3-9-2015   | Конья               | Туреччина         | 1 – 1     | Латвія      | Відбір до ЧЄ 2016         | -    |          |
| 6-9-2015   | Рига                | Латвія            | 1 – 2     | Чехія       | Відбір до ЧЄ 2016         | -    | 55'      |
| 10-10-2015 | Рейк'явік           | Ісландія          | 2 – 2     | Латвія      | Відбір до ЧЄ 2016         | -    |          |
| 13-10-2015 | Рига                | Латвія            | 0 – 1     | Казахстан   | Відбір до ЧЄ 2016         | -    |          |
| 25-3-2016  | Трнава              | Словаччина        | 0 – 0     | Латвія      | товариський матч          | -    |          |
| 29-3-2016  | Гібралтар           | Гібралтар         | 0 – 5     | Латвія      | товариський матч          | 1    |          |
| 1-6-2016   | Лієпая              | Латвія            | 2 – 1     | Литва       | Балтійський кубок 2016    | -    |          |
| 03-09-2017 | Рига                | Латвія            | 0 – 3     | Швейцарія   | Відбір до ЧС 2018         | -    |          |
| 10-10-2017 | Рига                | Латвія            | 4 – 0     | Андорра     | Відбір до ЧС 2018         | -    |          |
| 13-11-2017 | Косовська Митровиця | Косово            | 4 – 3     | Латвія      | товариський матч          | -    |          |
| 22-03-2018 | Марбелья            | Фарерські острови | 1 – 1     | Латвія      | товариський матч          | -    |          |
| 25-03-2018 | Гібралтар           | Гібралтар         | 1 – 0     | Латвія      | товариський матч          | -    |          |
| 02-06-2018 | Рига                | Латвія            | 1 – 0     | Естонія     | Балтійський кубок 2018    | -    |          |
| 05-06-2018 | Вільнюс             | Литва             | 1 – 1     | Латвія      | Балтійський кубок 2018    | -    |          |
| 09-06-2018 | Рига                | Латвія            | 1 – 3     | Азербайджан | товариський матч          | -    |          |
| 06-09-2018 | Рига                | Латвія            | 0 – 0     | Андорра     | Ліга націй УЄФА 2018—2019 | -    |          |
| 09-09-2018 | Тбілісі             | Грузія            | 1 – 0     | Латвія      | Ліга націй УЄФА 2018—2019 | -    |          |
| 13-10-2018 | Рига                | Латвія            | 1 – 1     | Казахстан   | Ліга націй УЄФА 2018—2019 | -    |          |
| 16-10-2018 | Рига                | Латвія            | 0 – 3     | Грузія      | Ліга націй УЄФА 2018—2019 | -    |          |
| 15-11-2018 | Астана              | Казахстан         | 1 – 1     | Латвія      | Ліга націй УЄФА 2018—2019 | -    |          |
| 19-11-2018 | Андорра-ла-Велья    | Андорра           | 0 – 0     | Латвія      | Ліга націй УЄФА 2018—2019 | -    |          |
| 21-03-2019 | Скоп'є              | Північна Ірландія | 3 – 1     | Латвія      | Відбір до ЧЄ 2020         | -    |          |
| 24-03-2019 | Варшава             | Польща            | 2 – 0     | Латвія      | Відбір до ЧЄ 2020         | -    |          |
| 07-06-2019 | Рига                | Латвія            | 0 – 3     | Ізраїль     | Відбір до ЧЄ 2020         | -    |          |
| 10-06-2019 | Рига                | Латвія            | 0 – 5     | Словенія    | Відбір до ЧЄ 2020         | 1    |          |
| Усього     |                     | Матчів            | 32        |             | Голів                     | 2    |          |

## Досягнення

### Командні
«Сконто»
- Чемпіон Латвії: 2010.
- Переможець Балтійського кубка: 2010/11.

 «Вентспілс»
- Чемпіон Латвії: 2013, 2014.
- Бронзовий призер чемпіонату Латвії: 2012.
- Володар Кубку Латвії: 2012/13.

 БАТЕ
- Чемпіон Білорусі: 2015
- Володар Суперкубка Білорусі: 2015.
- Володар Кубку Білорусі: 2014/15

 «Паневежис»
- Чемпіон Литви: 2023
- Володар Суперкубка Литви: 2024

### Особисті
- Найкращий гравець місяця в Вищій лізі Латвії (1): липень 2010.
- Найкращий захисник Вищої ліги Латвії (1): 2014.